# Rudolf Bunge
Rudolf Bunge (1836 - 1907) a fost un poet și scriitor german.